# Anomalon protogaeum
Anomalon protogaeum är en stekelart som beskrevs av Oswald Heer 1850. Anomalon protogaeum ingår i släktet Anomalon och familjen brokparasitsteklar. Inga underarter finns listade i Catalogue of Life.